# Resistiré (telenovela)
Resistiré fue una telenovela argentina producida por Grupo Telefe que se estrenó el 13 de enero de 2003 por Telefe. Protagonizada por Pablo Echarri y Celeste Cid. Coprotagonizada por Carolina Fal, Daniel Fanego, Rafael Ferro y Romina Ricci. Antagonizada por Fabián Vena, Sandra Ballesteros, Carolina Peleritti y los primeros actores Hugo Arana y Tina Serrano. También, contó con las actuaciones especiales de Alejandra Flechner, Andrea Politti, Mariana Briski y las primeras actrices Leonor Manso y Claudia Lapacó. Y la participación estelar de Zulma Faiad como actriz invitada. El último capítulo emitido el 9 de diciembre de 2003 marcó un promedio de 41.9 puntos de índice de audiencia (ninguna novela ha podido superarlo hasta el momento) con picos de 46.4 para el canal de aire Telefe, y fue transmitido simultáneamente tanto para los televidentes como para una audiencia de 3500 personas que se dirigieron al teatro Gran Rex donde los mismos protagonistas de Resistiré vieron el final.
Durante el 2004 Resistiré fue premiado por APTRA con 9 estatuillas entre las que se encontraron las de mejor actor (Fabián Vena), mejor actriz (Carolina Fal), mejor telenovela y Martín Fierro de Oro, galardón máximo entregado por esta asociación. Durante el 2003 también se repitió la telenovela por el canal de cable Space. Además recibió varios premios Clarín.
Resistiré fue un fenómeno televisivo que generó un gran impacto social en Argentina. El tema de la cortina musical Resistiré, interpretado por el grupo AQM, y el tema Down With My Baby, interpretado por Kevin Johansen, llegaron al puesto número 1 de varias radios nacionales.

## Sinopsis
La historia relata la vida de Diego Moreno (Pablo Echarri), un joven sastre que trabajaba en una tienda de ropa de alta costura, y que con su trabajo mantenía a su familia conformada por su padre Ricardo Moreno (Hugo Arana), su madre Eladia (Claudia Lapacó) y su hermana Rosario (Romina Ricci). Un día, conoció a Julia Malaguer (Celeste Cid), una joven muy bonita a la que encontró observando la vidriera de su local. A pesar de que el encuentro duró poco, Diego tuvo la suerte de volver a encontrarla en una cena de gala a la cual fueron invitados (por separado), a donde Julia asistió acompañada de su novio, Mauricio Doval (Fabián Vena). Diego y Julia volvieron a encontrarse y luego de que Diego la invitase a bailar, tuvo un acercamiento peligroso a ella al arreglarle un bretel de su vestido que se había roto. Luego de separarse, en ese mismo lugar, Diego se tropezó con una mujer totalmente fuera de sí, cuya única intención era asesinar a Doval. Esa mujer era Martina Manzur (Carolina Fal), quien había quedado traumada luego de la misteriosa muerte de su hijo en un extraño accidente, con el cual al parecer Doval tenía algo que ver.
Luego de intentar convencer a Martina que desistiese de sus locuras, en otro evento al que Mauricio Doval fue invitado, Diego logra salvar la vida de este, luego de que Martina le disparase con un arma de fuego. La sorpresa que causó en Doval el accionar de Diego, hace que constantemente lo busque para ofrecerle algún tipo de agradecimiento, por tan "noble" acto. Luego de esto,  Diego se queda sin su trabajo de sastre y su madre que se encontraba enferma, empeoró su estado de salud. Es así que Doval aprovechó la ocasión para contactarse con Diego, y además de hacerse cargo de los gastos de internación de Eladia, aprovecha para ofrecerle trabajo en su quinta.
Diego se ve obligado a aceptar y comienza a trabajar con Doval, y sus relaciones comenzaron a ser cada vez más estrechas. Hasta que Diego descubre en la quinta de Doval, la extraña "casa de al lado", a la cual misteriosamente Doval entraba y salía. Fue así que una noche en la cual, después de tantas idas y vueltas, Diego y Julia pudieron concretar un encuentro amoroso. Y cuando de repente hace su entrada en escena Doval, Diego escapa de la quinta y accidentalmente se refugia en la misteriosa casa de al lado. Allí Diego descubre que en realidad, ese misterioso lugar no es más que un horroroso laboratorio, donde se secuestraban personas para quitarles sus órganos, sangre, plasma, etc. para su comercialización en el mercado negro. Además, dicho laboratorio reunía el propósito de encontrar una cura para una extraña enfermedad que derruía la salud de Doval y cuyo director era nada más ni nada menos que el padre de Julia: El Dr. Alfredo Malaguer (Daniel Fanego), quién estaba obligado por Doval a trabajar allí realizando experimentos, en pos de encontrar una fórmula que retardara el efecto de esa enfermedad.
A partir de ese momento, la vida de Diego cambió totalmente, viéndose obligado a combatir a Doval para frenar esta locura, generándose situaciones de acción, suspenso, violencia y llegando a vincular a las más altas esferas políticas en las negociaciones de Doval, sin dejar de lado el amor entre Diego y Julia que cada vez se hacía más fuerte.

## Elenco
- Pablo Echarri como Diego Moreno.
- Celeste Cid como Julia Malaguer Podestá.
- Carolina Fal como Martina Manzur.
- Fabián Vena como Mauricio Doval.
- Hugo Arana como Ricardo Moreno.
- Claudia Lapacó como Eladia Moreno.
- Daniel Fanego como Alfredo Malaguer.
- Leonor Manso como Gloria Provenzano.
- Andrea Politti como Inés Podestá.
- Alejandra Flechner como Dra. Adela Fones.
- Zulma Faiad como Andrea "Pampa".
- Mariana Briski como Cristina.
- Tina Serrano como Leonarda Panini.
- Rafael Ferro como Fernando Leon "Ferchu".
- Romina Ricci como Rosario Moreno.
- Sandra Ballesteros como Eva Santoro.
- Enrique Liporace como Aníbal.
- Sebastián Pajoni como Luis Pedro "Lupe" Malaguer Podestá.
- Claudio Quinteros como Andrés Panini.
- Bárbara Lombardo como Vanina Cortez.
- Malena Luchetti como Carolina Doval.
- Pacho Guerty como Francisco "Paco" Figueroa.
- Carolina Peleritti como Lucrecia.
- Daniel Kuzniecka como Santiago Romero.
- Mónica Scapparone como Sonia.
- Ana Celentano como Mabel.
- Martín Slipak como César.
- Carlos Kaspar como Guillermo "Pascual Tagliaterri".
- Nicolás Pauls como Hernán.
- Walter Santa Ana como Armando.
- Santiago Bal como Diputado.
- Enrique Otranto como Juan
- Guido Gorgatti como Arturo.
- Viviana Puerta como María Achaval.
- Fabio Di Tomaso como Javier.
- Juan Carlos Puppo como Senador Pérez Castelar.
- Hector Da Rosa como Bruzone.
- Armenia Martínez como Dra. Raquel Ader
- Leandro Gaeta como Jorge Ponce.
- Ramiro Blas como Horacio Fraga.
- Daniela Viaggiamari como Valeria.
- Norman Briski como León Echagüe.
- Paulo Brunetti como Asistente de Norton.
- Aretha Oliveira como Monica
- Ana María Castel como Ruth de Romero.
- Cacho Castaña como Látigo de Bengala.
- Olga Nani como Liliana Melgarejo de Doval.
- Pablo Rago como Leandro Dalman.
- Maria Leal como Jueza Claudia Callase.
- Vero Pacheco como voces en off.
- Hector Malamud como Franchini.
- Pepe Novoa como El Cholo Sosa.

## Ficha técnica
- Autores: Gustavo Belatti – Mario Segade
- Vestuario: Anabella Mosca – Gabriela Ledesma
- Iluminación: Francisco Grieco – Pedro Suárez
- Sonido: Jorge Civallero – Luis Quiroga – Juan Cuenca
- Escenografía: Martín Seijas
- Ambientación: Ana Valeria Fernández – Gabriela Pereyra
- Post-Producción: Andrés Palacios – Hernán Luna  – Adrián Pardo
- Musicalización: Maxi Riquelme
- Asistentes De Dirección: Omar Aiello – Diego Sánchez – Víctor Farías
- Libro: Gabriela Elena – Claudia Piñeiro – Marcelo Camaño
- Casting: Claudia Zaefferer
- Producción: Romina Bellini – Andrea Sabattino – Marcela Spinacce – José Luis Tenaglia – Alelen Villanueva – Carla Scott – Silvia Caumon – Soledad Pazos – Marcos Franco – Diego Londoni
- Productor Técnico: Luis Iarocci
- Coordinación De Producción: Lala Franco
- Producción Ejecutiva: Gustavo Marra
- Dirección: Carlos Luna – Daniel Aguirre – Miguel Colom
- Colaboración Autoral: Marisa Quiroga – Marcela Satz – Héctor Marshall
- Fotos de Apertura y Gráfica: Malala Fontán
- Asesor Médico: Dr. Carlos S. Barragan
- Asistente De Vestuario Piso: Amelia Coral
- Asistentes De Vestuario Exteriores: Karina Crucitti – Ester Rodríguez
- Apuntadores: María E. Riera – Lucila Navone – Arturo Bertona
- Peluqueros: Óscar Pérez – Analía Pugliese
- Escenotécnica: Mario Pinelli
- Cámaras De Piso: Adrián Vallejos – Baltazar Annunciatta – Edgardo Gorchs – Ariel Chacón – Ariel Ramírez
- Cámaras Exterior 1: Pablo Ambrosini – Diego Arrieta – Ignacio Manana – Germán Gorchs
- Móvil 2 De Exteriores/Realizador: Chancha Ambrosini
- Asistente De Dirección: Damián González
- Operador De Video: Hernán Reitman
- Operador De Video Exteriores: Sergio Canto
- Jefes Técnicos: Enrique Viqueira – Hugo Lezcano
- AudioVisión: Hugo Urraco – Sergio Conde
- Post-Producción De Sonido: Emilio Robirosa
- Microfonistas De Piso: Eduardo Scarfia – Esteban Barreira
- Microfonistas De Exteriores 1: Gastón Coudannes – Carlos A. Chufardi
- Operador De VTR: Ricardo Rombola
- Video Tape Aire: Sebastián D. Auria – Damián Romero – Leonardo Flores – Tano Leziero – Jorge Waisman – Mario Dib
- Telefé Agencia: Victoria Glujovsky
- Animación 3D: Mariano Taviers – Nicolás Cantarelli – Pablo Morral
- Caracteres: Diego Rodríguez
- Realizadores: Daniel Caruso – Sebastián Cloquel – Santos Ramírez – Carmelo Valenzuela – Federico González – Tonny Godino – Cacho Maggi – Luis Ragetti – Osmar Martínez – Nicodemo Tucci
- Reflectoristas De Piso: A. Echenique – F. La Torre – P. Nigro – A. Herrera
- Reflectoristas De Exteriores: Valdez – Álvarez
- Utilería De Piso: Ramón Galeano – Federico Gosalves
- Utilería De Exteriores: Ricardo Torres
- Montaje: Carlos Solano – Sergio Hock – Antonio Quartino – Antonio Micciullo – Óscar Gutiérrez – Alejandro Trotta – Óscar Luque
- Maquilladoras De Piso: Elsa De Alba – María C. Contreras – Iris Martínez
- Maquilladora De Exteriores: Rosita Indelicato
- Carpintería: Fabián Baffetti – Marcelo Agachichi – Fernando Morochi
- Electricidad: Pablo Cejas – Daniel Gómez – Carlos Elizondo – Carlos De Stefano – Pablo Pavone – Ariel Simonini

## Banda sonora

### Resistiré
1. Resistiré - A.Q.M. (Versión de Dúo Dinámico)
2. Down With My Baby - Kevin Johansen
3. Los Calientes - Babasónicos
4. Never, Never Gonna Give You Up - Barry White
5. Woman In Chains - Tears For Fears
6. Eiti Leda - Serú Girán
7. Guacamole - Kevin Johansen
8. When I Look In Your Eyes  - Diana Krall
9. Carry On - The Cranberries
10. Nikadance - Nikada
11. Eternamente Así - A.Q.M.
12. Tristecito - Axel Krygier
13. Turn On Tune In Cop Out  - Freak Power
14. Tainted Love  - Soft Cell
15. Vuelan Las Hojas - Axel Krygier
16. Que Tal? - Divididos

## Premios y nominaciones

### Premios Martín Fierro
| Año  | Categoría                             | Receptor                                | Resultado |
| ---- | ------------------------------------- | --------------------------------------- | --------- |
| 2003 | Premio Martín Fierro de Oro           | Premio Martín Fierro de Oro             | Ganadora  |
| 2003 | Mejor Telenovela                      | Mejor Telenovela                        | Ganadora  |
| 2003 | Mejor Director                        | Miguel Colom Daniel Aguirre Carlos Luna | Ganadores |
| 2003 | Mejor Autor / Libretista              | Gustavo Belatti Mario Segade            | Ganadores |
| 2003 | Mejor Actor - Telenovela              | Fabián Vena                             | Ganador   |
| 2003 | Mejor Actor - Telenovela              | Pablo Echarri                           | Nominado  |
| 2003 | Mejor Actriz - Telenovela             | Carolina Fal                            | Ganadora  |
| 2003 | Actor de reparto - Drama y/o Comedia  | Daniel Fanego                           | Ganador   |
| 2003 | Actriz de reparto - Drama y/o Comedia | Tina Serrano                            | Ganadora  |
| 2003 | Revelación                            | Claudio Quinteros                       | Ganador   |
| 2003 | Producción Integral                   | Producción Integral                     | Nominado  |

### Premios Clarín
| Año  | Categoría                 | Receptor                                | Resultado |
| ---- | ------------------------- | --------------------------------------- | --------- |
| 2003 | Mejor Ficción Diaria      | Mejor Ficción Diaria                    | Ganadora  |
| 2003 | Mejor Director            | Carlos Luna Daniel Aguirre Miguel Colom | Nominados |
| 2003 | Mejor Autor / Libretista  | Gustavo Belatti Mario Segade            | Nominados |
| 2003 | Mejor Actor - televisión  | Fabián Vena                             | Ganador   |
| 2003 | Mejor Actriz - televisión | Tina Serrano                            | Nominada  |
| 2003 | Revelación Masculina      | Claudio Quinteros                       | Ganador   |
| 2003 | Mejor Musicalización      | Mejor Musicalización                    | Ganadores |

## Versiones
- En 2006, la empresa mexicana Televisa realizó un remake llamado Amar sin límites, fue protagonizado por Valentino Lanús y Karyme Lozano. Esta telenovela fue adaptada a una audiencia más temprana, ya que en México, fue transmitida por el Canal de las Estrellas a las 19:00, cuando su versión original se transmitía a las 22:00. En sus últimas semanas, la telenovela dejó de basarse en Resistiré, y fueron usados los guiones de Sacrificio de mujer, telenovela venezolana hecha por RCTV en 1972.
- La cadena MyNetworkTV realizó una versión estadounidense en 2006 bajo el título de Watch Over Me, y fue protagonizada por Dayanara Torres y Todd Cahoon. La historia tiene un total de 66 episodios.
- En 2007, la cadena SIC emite la versión portuguesa de esta historia, llamada Resistirei, teniendo a Paulo Rocha y a Carla  Chambel como protagonistas.
- En 2014, la cadena la versión Egipto de esta historia, llamada سيرة حب, teniendo a Cyrine Abdelnour y a Maxim Khalil como protagonistas.